# La Safra
La Safra (català) o La Zafra (castellà) és una pedania al terme de Villena (Alt Vinalopó) al mig de la Vall dels Alforins i als peus de l'Alt de la Safra, un dels puntals de la Solana, als contraforts de la Serra de Beneixama.
Es tracta d'un nucli amb ermita pròpia, dedicada a Sant Agustí, i que és en una zona on predominen els camps i el poblament disseminat en cases de camp o masets. A la Safra els seus habitants parlen en valencià, donada la proximitat física als termes i nuclis de població de la Font de la Figuera i Fontanars dels Alforins, a pesar d'estar en terme de Villena, nucli del qual dista prou més. El llogaret està format per una quinzena de cases, algunes d'elles reformades recentment, ja que la població augmenta als mesos d'estiu.